# The Streets of Cairo
"The Streets of Cairo" (As Ruas de Cairo), também conhecida por vários outros títulos (ver abaixo), é uma popular melodia associada com a dança do ventre e o Oriente Médio em geral. Como não é protegida por direitos autorais, a melodia aparece em diversas músicas, desenhos animados e outros trabalhos a partir do século XX.

## Títulos alternativos
A melodia também é conhecida pelos seguintes títulos:
- The Poor Little Country Maid (A Pobre Donzela do Campo)
- The Girls in France (As Garotas da França)
- The Southern Part of France (A Parte Sul da França)

## História

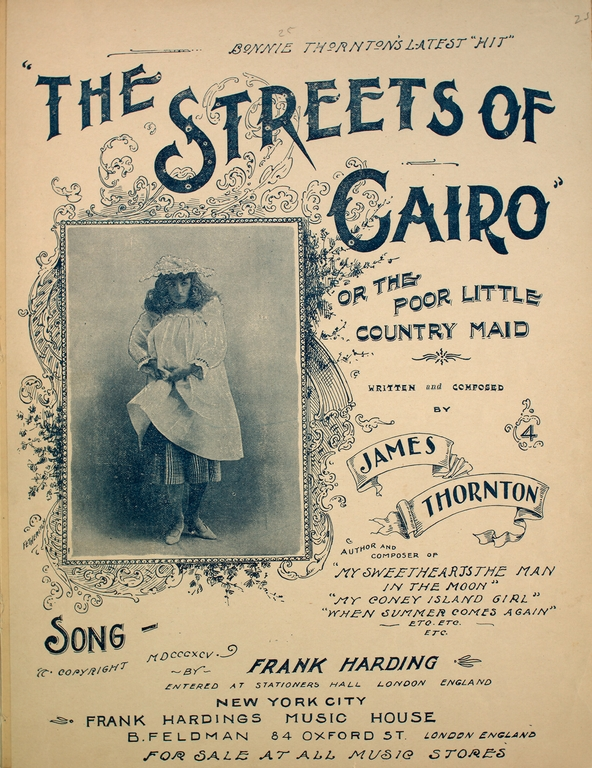
Capa da partitura da melodia, 1895

Acredita-se que a melodia tenha sido composta por Sol Bloom, um diretor de circo (e mais tarde parlamentar americano) que comandou parte da Exposição Universal de 1893. Uma das atrações chamava-se "A Street in Cairo" (Uma Rua de Cairo). Produzida por Gaston Akoun, incluía encantadores de cobras, passeios de camelo e uma dançarina conhecida como Little Egypt. O compositor James Thornton esboçou a letra e música de sua própria versão dessa melodia, "Streets Of Cairo, or The Poor Little Country Maid". Ele registrou os direitos autorais da música em 1895 e ela se tornou popular com sua esposa Lizzie Cox (nome artístico: Bonnie Thornton). A primeira gravação conhecida da música é de Dan W. Quinn e foi feita em 1895 (Berliner Discs 171-Z).
As primeiras cinco notas da melodia são similares à música francesa "Colin Prend Sa Hotte" (1719), que por sua vez lembra "Kradoutja", uma música de origem árabe (ou argeliana).
Popular nos Estados Unidos, é comum a melodia ser tocada quanto o tema é desertos, a Arábia, o Egito, a Pérsia, a dança do ventre ou encantamento de cobras.
"The Streets of Cairo" também foi gravada como "They Don't Wear Pants in the Southern Part of France" (Não Vestem Calças na Parte Sul da França) por John Bartles. Tal versão é tocada pelo radialista americano Dr. Demento.

## Travadja La Moukère
Na França, há uma canção popular com a mesma melodia, trazida por imigrantes da Argélia na década de 1960, cujo título é "Travadja La Moukère" (de trabaja la mujer, "a mulher trabalha" em espanhol). Diz-se que tal música é baseada numa canção árabe criada por torno de 1850 e mais tarde adotada pela Legião Estrangeira Francesa.
Parte da letra:
Travadja La Moukère
Travadja Bono
Trempe ton cul dans la soupière
Si c'est chaud c'est que ça brûle
Si ça brûle c'est que c'est chaud !
Tradução:
Travaja La Moukère
Bono Travaja
Ensope sua bunda na terrina
Se está quente, queima
Se queima, é porque está quente!

### Música
A melodia aparece nas seguintes canções do começo do século XX:
- "Hoolah! Hoolah!"
- "Dance of the Midway"
- "Coochi-Coochi Polka"
- "Danse Du Ventre"
- "In My Harem", de Irving Berlin
- "Kutchy Kutchy"[1]
- Strut, Miss Lizzie, de Creamer and Layton
- Na Itália, a melodia é cantada com a letra "Te ne vai o no? Te ne vai sì o no?" ("Te vais ou não? Te vais, sim ou não?") quando se deseja mandar uma pessoa irritante ir embora ou ficar quieta.

As seguintes canções posteriores usam pelo menos parte da melodia:

#### Década de 1930
- "Twilight in Turkey", do quinteto de Raymond Scott (1937)

#### Década de 1950
- "Istanbul not Constantinople" — Four Lads (1959)
- "Nellie the Elephant" — Ralph Butler (1956)
- "Ek Ladki Bheegi Bhaagi Si", do filme Chalti Ka Naam Gaadi (1958)

#### Década de 1960
- "The Sheik of Araby", tocada pelos Beatles num teste de 1962 para a gravadora Decca, com George Harrison como o cantor principal e Pete Best na bateria (esta faixa é encontrada em Anthology 1).
- "Revolution 9", dos Beatles (1968)
- "Funky Mule" — Buddy Miles Express (1968)

#### Década de 1970
- "The Grand Wazoo" — Frank Zappa (1972)
- "You Scared the Lovin' Outta Me" — Funkadelic (1976)
- "Open Sesame" — Kool & The Gang (1976)
- "One for the Vine" — Genesis (1976)
- "Egyptian Reggae" — Jonathan Richman and the Modern Lovers (1977)
- "King Tut" — Steve Martin (1978)
- "White Cigarettes" — P-Model (1979)

#### Década de 1980
- "Menergy" — Patrick Cowley (1981)
- "Lies" — Thompson Twins, imediatamente após a parte em que se canta "Cleopatra died for Egypt. What a waste of time!" (1982)
- "Starchild" — Teena Marie (1984)
- "Egypt, Egypt" — The Egyptian Lover (1984)

#### Década de 1990
- "Iesha" — Another Bad Creation (1990)
- "Hoolah Hoolah" — Can (1990)
- "Place in France" — L.A.P.D. (banda dos três integrantes originais do Korn) (1991)
- "Gypsy Reggae" — Goran Bregović (1993)
- "Cleopatra, Queen of Denial" — Pam Tillis (1993)
- "Cleopatra's Cat" — the Spin Doctors (1994)
- "It's On Now" — 57th Street Rogue Dog Villains (1995)
- "Skatanic" — Reel Big Fish (1996)
- "Criminal" — Fiona Apple (1997)
- "Rip Rock" — Canibus (1998)
- "Red Alert" — Basement Jaxx (1999)
- "Circus" (马戏团) by David Tao (陶喆) (1999)

#### Década de 2000
- "Playboy" — Red Wanting Blue (2000)
- "Learn Chinese" — MC Jin (欧阳靖) (2003)
- "Over There" — Jonathan Coulton (2003)
- "Act a Ass" — E-40 (2003)
- "Lækker pt. 2 feat. L.O.C." Nik & Jay (2004)
- "Naggin" — Ying Yang Twins (2005)
- "Rojo es el color" — Señor Trepador (2006)
- "Toc Toc Toc" — Lee Hyori (이효리) (2007)
- "Entertainment" — Rise Against (2008)
- "Ular" — Anita Sarawak (2008)
- "Till You Come to Me" — Spencer Day (2009)
- "¿Viva la Gloria?" — Green Day (2009)
- "Mr.Ragga!!" — Shonanno Kaze (湘南乃風) (2009)

#### Década de 2010
- "Space Girl" — The Imagined Village (2010)
- "Take It Off" — Kesha (2010)
- "Who's That? Broooown!" — Das Racist (2010)
- "Grunt Tube" — Blue Water White Death (2010)
- "Lipstick" — Orange Caramel (2012)
- "I'm Not In Your Mind" — King Gizzard and the Lizard Wizard (2014)
- "Glory Hole" — Steel Panther (2014)
- "Hypnotic" — Zella Day (2015)
- "Back On The Train" — Phish (2015)
- "Music To Watch Boys To" — Lana Del Rey (2015)
- "Genghis Khan" — Miike Snow (2015)

- My Oh My - Ava Max[6]

### Desenhos animados
- Felix the Cat: Arabiantics (1928)
- Mickey Mouse: The Karnival Kid (1929)
- Mickey Mouse: The Chain Gang (1930)
- Circus Capers (1930)
- Goofy Goat Antics (1933)
- Mickey Mouse: Clock Cleaners (1937)
- Goofy and Wilbur (1939)
- Goofy Groceries (1940)
- Bugs Bunny: What's Cookin' Doc? (1944)
- Private Snafu: Booby Traps (1944)
- Aladdin's Lamp (1947)
- "Nurse to Meet Ya", episódio do Popeye (1955)
- Pica-Pau e Seus Amigos: Witch Crafty (1955)
- Vincent (filme) (1982)
- "Homer's Night Out", episódio dos Simpsons (1990)
- "Milhouse Doesn't Live Here Anymore", episódio dos Simpsons (2004)
- "Uncle Teddy", episódio de Bob's Burgers (2014)
- "Switch the Flip", episódio do Family Guy (2018)

### Jogos de computador
De desenhos animados, a melodia foi adaptada para jogos de computador e videogame, tais como os seguintes:
- Dark Tower (1981)
- Venture (1981)
- Lady Tut (1983)
- Oh Mummy (1984)
- Bombo (1986)
- The Legend of Sinbad (1986, Fase 2)
- Rick Dangerous (1989, Fase 2 – Egito)
- Quest for Glory II: Trial by Fire (1990, Pousada de Katta's Tail)
- Lotus Turbo Challenge 1 (1991, fase do deserto)
- Jill of the Jungle (1992)
- The Lost Vikings (1992, Fase 3 – Egito)
- Lemmings 2 (1993, tribo egípcia)
- Zool 2 (1994, Fase 3)
- Rampage Through Time (2000, Fase do Egito)
- Mevo and the Grooveriders (2009)

### Cinema
A melodia é escutada nos seguintes filmes:
- No filme War Babies, de 1932, quando Charmaine está dançando ao redor de um café.
- No filme Sons of the Desert (1933), no começo da convenção, durante uma dança do ventre.
- No começo do filme "Le laboratoire de l'angoisse", de Patrice Leconte (1971).
- No filme Arizona Dream (1993), diversas vezes, tocada na sanfona por Grace.

### Cultura infantil
A melodia é usada numa canção infantil americana do século XX que inclui – como toda canção infantil da época – inúmeras variações já que foi passada de criança para criança por diversas épocas em diversos lugares. A única característica em comum parece ser a obscenidade. Uma dessas variações, por exemplo, é:
There's a place in France
Where the ladies wear no pants
But the men don't care
'cause they don't wear underwear.
Tradução:
Há um lugar na França
Onde as mulheres não usam calcinhas
Mas os homens não ligam
Pois não usam cuecas
Outra variação:
There's a place in France
Where the naked ladies dance
There's a hole in the wall
Where the boys can see it all
Tradução:
Há um lugar na França
Onde as mulheres nuas dançam
Há um buraco na parede
Onde os garotos podem ver tudo
Uma versão da época da Segunda Guerra Mundial:
When your mind goes blank
And you're dying for a wank
And Hitler's playing snooker with your balls
In the German nick
They hang you by your dick
And put dirty pictures on the walls
Tradução:
Quando sua mente se apaga
E você quer muito uma punheta
E Hitler está jogando sinuca com as suas bolas
Na prisão alemã
Eles te seguram pelo pinto
E colocam pinturas obscenas na parede